# Letourneux’ Roter Buntbarsch
Letourneux’ Roter Buntbarsch  (Rubricatochromis letourneuxi (Synonym: Hemichromis letourneuxi)) ist eine kleine afrikanische Buntbarschart, die im nördlichen und westlichen Afrika verbreitet ist.
Sie kommt im Nil (Ägypten und Sudan), in Algerien, Senegal, Gambia, Guinea, der Elfenbeinküste, Ghana, in der Zentralafrikanischen Republik und möglicherweise auch in den Staaten dazwischen vor.

## Beschreibung
Letourneux’ Roter Buntbarsch wird maximal 12 cm lang und hat einen ovalen, hell- bis mittelbraun gefärbten Körper. Der Rücken ist etwas dunkler. Das Kopfprofil ist gerade, bei älteren Exemplaren aber über der Stirn leicht eingebuchtet. Ein größerer dunkler und von einem hellen Hof umgebener großer Fleck auf jeder Körperseite und ein kleinerer Fleck auf jeder Seite der Schwanzwurzel sind deutlich ausgebildet. Bläulich irisierende Flecke können auf dem ganzen Körper vorhanden sein oder auch völlig fehlen. Die Rückenflosse besitzt einen roten Rand, bei der Schwanzflosse ist die obere Kante rot. Die Lippen sind kräftig rot gefärbt. Bei den Bauchflossen sind die ersten Strahlen rötlich. Dominante Tiere bekommen am ganzen Körper eine intensiv rötliche Farbe während gestresste Tiere auf den Seiten dunkle Querbänder zeigen.
- Flossenformel: Dorsale XIII–XV/10–12, Anale III/8–9.[3]
- Schuppenformel 16–17/7–11 (SL), 25–27 (mLR).[3]

## Lebensweise
Letourneux’ Roter Buntbarsch lebt in den Gewässern offener Landschaften, z. B. von Savannen, ist hinsichtlich der Wasserwerte ausgesprochen tolerant und pflanzt sich auch in Resttümpeln mit einem Durchmesser von einem halben Meter, einer Wassertiefe von 10 cm und einer Wassertemperatur von 34 °C noch fort. Die Art kommt sowohl in weichem Wasser als auch in Gewässern mit höherer Salinität vor. Die Fische halten sich vor allem in Ufernähe zwischen Wasserpflanzen auf und ernähren sich von Insekten und Garnelen (Caridina). Letourneux Roter Buntbarsch ist ein Offenbrüter und bildet eine Mann-Mutter-Familie, bei der das Weibchen die Brutpflege weitgehend allein ausübt, während das Männchen das Revier verteidigt.
Von Aquarianern ist Letourneux’ Roter Buntbarsch in andere Länder ausgesetzt worden und heute kommen Bestände der Art in Florida, auf der Hawaiiinsel Oahu und auf der Karibikinsel Puerto Rico vor.
Außerdem kommt eine vom Menschen ausgesetzte Hemichromis-Art in einem von den Warmbader Quellen gespeisten Bach bei Villach (Österreich) ausgesetzt und hat dort eine sich fortpflanzende Population gebildet. Sie wurde durch den österreichischen Ichthyologen Anton Lamboj als Letourneux’ Roter Buntbarsch bestimmt.

## Systematik
Letourneux’ Roter Buntbarsch wurde im Jahr 1880 durch den französischen Ichthyologen Henri-Émile Sauvage erstmals wissenschaftlich beschrieben und nach Letourneaux, einem französischen Fischsammler benannt. Er wurde gleich in die Gattung Hemichromis gestellt und gehörte dort zur Gruppe der „Roten Cichliden“, für die im November 2022 mit Rubricatochromis eine eigenständige Gattungsbezeichnung eingeführt wurde. Weitere Synonyme sind Hemichromis exsul und Hemichromis saharae.